# Виборчий округ 127
Виборчий округ 127 — виборчий округ в Миколаївській області. В сучасному вигляді був утворений 28 квітня 2012 постановою ЦВК №82 (до цього моменту існувала інша система виборчих округів). Окружна виборча комісія цього округу розташовується в приміщенні адміністрації Заводського району Миколаївської міської ради за адресою м. Миколаїв, вул. Погранична, 9.
До складу округу входять місто Очаків, Заводський район міста Миколаїв, Миколаївський і Очаківський райони. Округ складається із двох окремих частин, які не межують між собою. Виборчий округ 127 межує з округом 131 на заході і на північному заході, з округом 130 на північному сході, з округом 129 і округом 128 на сході, з округом 186 на південному сході та обмежений узбережжям Чорного моря на півдні. Виборчий округ №127 складається з виборчих дільниць під номерами 480407-480451, 480453, 480535-480552, 480667-480673 та 480728-480780.

## Народні депутати від округу
| Ім'я                             | Фото | Партія               | Скликання | Дата набуття повноважень | Дата припинення повноважень |
| -------------------------------- | ---- | -------------------- | --------- | ------------------------ | --------------------------- |
| Наконечний Володимир Леонтійович |      | Партія регіонів      | 7-ме      | 12 грудня 2012           | 27 листопада 2014           |
| Козир Борис Юрійович             |      | Блок Петра Порошенка | 8-ме      | 27 листопада 2014        | 29 серпня 2019              |
| Пасічний Олександр Станіславович |      | Слуга народу         | 9-те      | 29 серпня 2019           |                             |

## Результати виборів

### Парламентські

#### 2019
Кандидати-мажоритарники:
- Пасічний Олександр Станіславович (Слуга народу)
- Дятлов Ігор Сергійович (самовисування)
- Козир Борис Юрійович (самовисування)
- Горбачов Олександр Сергійович (самовисування)
- Алєксєєнко Іван Олександрович (самовисування)
- Садрідінов Тахір Шамсідінович (самовисування)
- Павлов Ігор Миколайович (Батьківщина)
- Петров Анатолій Георгійович (самовисування)
- Покровська Ольга Геннадіївна (Голос)
- Петров Олег Дмитрович (Європейська Солідарність)
- Берсан Андрій Павлович (Рух нових сил)
- Чигринський Сергій Аркадійович (Свобода)
- Дятлов Володимир Миколайович (самовисування)
- Дятлов Євген Юрійович (самовисування)
- Білов Гордій Олександрович (самовисування)
- Рєпін Олександр Володимирович (Самопоміч)
- Єнтін Владислав Олегович (самовисування)
- Курганський Григорій Миколайович (Патріот)

#### 2014
Кандидати-мажоритарники:
- Козир Борис Юрійович (Блок Петра Порошенка)
- Кінах Анатолій Кирилович (самовисування)
- Паламарюк Петро Миколайович (самовисування)
- Задирко Геннадій Олександрович (самовисування)
- Мурлян Гелена Володимирівна (Народний фронт)
- Зозуля Ігор Вікторович (самовисування)
- Козирєв Андрій Валерійович (самовисування)
- Гаврилюк Василь Васильович (Радикальна партія)
- Орел Василь Миколайович (Батьківщина)
- Дмитрук Віктор Миронович (Блок лівих сил України)
- Захаренко Ярослав Анатолійович (Демократичний альянс)
- Баланчук Олексій Петрович (самовисування)
- Кінаш Альона Анатоліївна (самовисування)
- Пономаренко Павло Вікторович (Ліберальна партія України)
- Малиновський Віктор Петрович (Ми Українці)
- Красуля Євгеній Сергійович (самовисування)

#### 2012
Кандидати-мажоритарники:
- Наконечний Володимир Леонтієвич (Партія регіонів)
- Матвєєв Володимир Йосипович (Комуністична партія України)
- Шевченко Євген Валерійович (УДАР)
- Задирко Геннадій Олександрович (самовисування)
- Юрлов Павло Олегович (Свобода)
- Тимошин Володимир Володимирович (Україна — Вперед!)
- Іванов Володимир Володимирович (самовисування)
- Гарматюк Сергій Васильович (Вітчизна)
- Яремич Андрій Леонідович (самовисування)
- Плужніков Михайло Броніславович (Єдиний центр)

## Явка
Явка виборців на окрузі: